# Paulinho Guitarra & The Very Very Cool Cool Band
Paulinho Guitarra & The Very Very Cool Cool Band, ou simplesmente The Very Very Cool Cool Band, é o segundo álbum solo do renomado guitarrista brasileiro Paulinho Guitarra. Foi lançado em 2005 pelo seu selo independente "Very Cool Music", sendo seu primeiro álbum sob esse selo.
O disco, totalmente instrumental, tem fortes influências do jazz, blues, rock, soul e funk.

## Faixas
- Todas as faixas compostas por Paulinho Guitarra.

| N.º | Título                      | Duração |  |
| 1.  | "Tchau Tchau Blues"         |         |  |
| 2.  | "Gente Que Não Esquenta"    |         |  |
| 3.  | "A Vida Sexual das Aranhas" |         |  |
| 4.  | "Mulher Esqueleto"          |         |  |
| 5.  | "Ela Apenas Fala"           |         |  |
| 6.  | "Mais Um Blues?"            |         |  |
| 7.  | "Festa Dos Macacos"         |         |  |
| 8.  | "Suicídio Coletivo"         |         |  |

## Créditos Musicais
Fonte: Jornal O Fluminense
- Paulinho Guitarra - Guitarra, Baixo elétrico;
- Ricardinho "Cafubá" Silva - Guitarra rítmica;
- Renato Rocketh - Baixo elétrico e acústico;
- Roberto "Alemão" Marques - Baterias.